# Sarona mokihana
Sarona mokihana är en insektsart som beskrevs av Asquith 1994. Sarona mokihana ingår i släktet Sarona och familjen ängsskinnbaggar. Inga underarter finns listade i Catalogue of Life.